# Rhopalocerus viti
Rhopalocerus viti es una especie de coleóptero de la familia Zopheridae.

## Distribución geográfica
Habita en Togo.